# Rainbow Francks
Rainbow Sun Francks (ur. 3 grudnia 1979 w Toronto) – kanadyjski aktor i autor piosenek. 

## Życiorys
Urodził się w Toronto, w stanie Ontario, w Kanadzie jako syn Lili Red Eagle (z domu Clark), afroamerykańskiej tancerki, i Donalda „Dona” Harveya Francksa, kanadyjskiego aktora i muzyka. Ma siostrę Cree Summer (ur. 7 lipca 1969). Jego imię dosłownie znaczy „Tęczowe słońce” (Rainbow - tęcza; Sun - Słońce). 
Debiutował na małym ekranie jako Frank Johnson w telewizyjnym westernie CBS Czarny Lis: Cena spokoju (Black Fox: The Price of Peace, 1995) i Czarny Lis: Dobry i zły (Black Fox: Good Men and Bad, 1995) u boku Christophera Reeve’a. Był członkiem Komitetu Plains Cree First Nation. Występuje też w zespole The Oddities. W 2000 za rolę Hanka Johnsona w melodramacie Pieśń o złamanym sercu (One Heart Broken Into Song, 1999) zdobył nominację do Nagrody Gemini za najlepszy występ aktora w roli drugoplanowej w programie lub miniserialu dramatycznym. Rozpoznawalność przyniosła mu rola porucznika Aidena Forda w serialu Gwiezdne wrota: Atlantyda (Stargate: Atlantis, 2004–2008). 

## Filmografia
Filmy
- 1997: The Planet of Junior Brown jako Buddy Clark
- 1999: Johnny jako Gus
- 1999: Pieśń o złamanym sercu (One Heart Broken Into Song) jako Hank Johnson
- 2000: Śpiew miłości (Love Song, TV) jako Calvin Dumas
- 2007: Obcy kontra Predator 2 (AVPR:Aliens vs Predator - Requiem) jako Eael
- 2013: Against the Wild (TV) jako Charlie Foster
- 2015: Nasza nowa rodzina (The Steps) jako Dean

Seriale
- 2001: Życie do poprawki (Twice in a Lifetime) jako Jimmy
- 2004–2008: Gwiezdne wrota: Atlantyda (Stargate: Atlantis)jako porucznik Aiden Ford
- 2011: Zagubiona tożsamość (Lost Girl) jako Cameron
- 2011–2014: The Listener: Słyszący myśli jako Dev Clark
- 2014: Detektyw Murdoch (Murdoch Mysteries) jako Sam Carr
- 2015: Defiance jako Uno
- 2016: Świadek (Eyewitness) jako Burlingame
- 2016: Detektyw Murdoch (Murdoch Mysteries) jako Stanley Garrity
- 2017: Wirus (The Strain) jako Jason
- 2018: Oszuści (Imposters) jako dr Price
- 2019: The Umbrella Academy jako detektyw Chuck Beamen